# Astragalus pulviniformis
Astragalus pulviniformis är en ärtväxtart som beskrevs av Ivan Murray Johnston. Astragalus pulviniformis ingår i släktet vedlar, och familjen ärtväxter. Inga underarter finns listade i Catalogue of Life.